# Pelekium ramosissimum
Pelekium ramosissimum là một loài Rêu trong họ Thuidiaceae. Loài này được (Dixon & E.B. Bartram) Touw mô tả khoa học đầu tiên năm 2001.